# Johann August Philipp Multhaupt
Johann August Philipp Multhaupt (* 1797 in Göttingen; † 29. April 1868 in Hamburg) war ein deutscher Kaufmann.

## Leben
Multhaupt war Gewürzhändler in Firma J. G. Multhaupt & Co. in Hamburg. Er gehörte von 1859 bis 1865 der Hamburgischen Bürgerschaft als Abgeordneter an.